# Villalbilla
Villalbilla – miasto w Hiszpanii we wspólnocie autonomicznej Madryt, 42 km od Madrytu. Składa się z dwóch sąsiednich gmin Villalbilla i Los Hueros, przy czym oficjalnie miasto występuje pod nazwą Villalbilla. 